# Temporada 2022-23 de la Liga Nacional de Hockey
La NHL 2022−23 es la temporada 106 (y la 105 realmente jugada) de la National Hockey League (NHL). La temporada regular comenzó el 7 de octubre de 2022, cuando San Jose Sharks y Nashville Predators jugaron el primero de dos partidos en Praga, República Checa, como parte de las Series Globales de la NHL 2022.

## Formato
Los 32 equipos se reparten en dos conferencias (este y oeste) las cuales, a su vez, se encuentran divididas en dos divisiones (Atlántico y Metropolitana para la Este, Central y Pacífico para la Oeste), de 8 equipos cada una. Durante una temporada, los equipos juegan entre sí por lo menos una vez en cada una de las 31 duelas rivales. 
La temporada se divide en dos periodos:

### Temporada regular
Consta de 1312 juegos totales, en los que cada equipo juega 82 veces. Desde la inclusión del Seattle Kraken en 2021, la distribución de juegos fue modificada de modo tal que cada equipo juega:
- 26 partidos en su división (3 o 4 partidos contra cada uno de sus 7 rivales divisionales)
- 24 partidos en su conferencia (3 partidos contra cada uno de los 8 equipos de la división contraria a la que pertenecen dentro de su conferencia)
- 32 partidos extraconferencia (2 partidos contra cada uno de los 16 equipos de la conferencia contraria a la que pertenecen)

Después de cada partido, los equipos reciben puntos según el resultado obtenido
- 2 puntos por victoria (en tiempo regular, tiempo extra o shootouts)
- 1 punto por derrota en tiempo extra o shootouts)
- 0 puntos por derrota

Tras finalizar las 82 jornadas, los equipos se clasifican en sus tablas de división. Los criterios de desempate son
- Puntos obtenidos
- Porcentaje de victorias
- Diferencial de goles

Tras el ordenamiento de la tabla, avanzan a la Copa Stanley:
- Los 3 mejores equipos de cada división
- Los 2 mejores equipos de la tabla general (sin importar su división, pudiendo avanzar 2 más de una sola división o uno de cada una).

El anterior ejercicio se realiza en ambas conferencias, para un total de 16 equipos clasificados.

### Copa Stanley
La Copa Stanley se disputa en un sistema de eliminación directa en ambas conferencias desde los cuartos de final. Para decidir los enfrentamientos, se ordenan a los equipos según su desempeño dentro de su conferencia, de modo que:
- 1.° mejor clasificado vs 8.° mejor clasificado
- 2.° mejor clasificado vs 7.° mejor clasificado
- 3.° mejor clasificado vs 6.° mejor clasificado
- 4.° mejor clasificado vs 5.° mejor clasificado

En cada llave, los equipos se enfrentarán en series al mejor de 7, es decir, avanzará de ronda aquel equipo que gane 4 partidos, sin importar la diferencia de goles acumulada. 
Los ganadores de la final de cada conferencia se denominan campeones de conferencia y clasifican a la final por la Copa Stanley, proclamándose campeones de la Liga Nacional de Hockey.

## Aspectos económicos
Además de los ya habituales logotipos ubicados en los cascos, los equipos tienen permitido un nuevo patrocinio en las camisetas. Los logotipos en la camiseta no deben medir más de 7.6x8.9 cm.
Los siguientes equipos anunciaron que utilizarán logotipos en sus camisetas:
- Arizona: Gila River Resort & Casino (local)[3]
- Boston: Rapid7[4]
- Colón: Safelite[5]
- Florida: AutoNation (visita)[6]
- Minnesota: TRIA[7]
- Montreal: RBC (local) [8]
- Pittsburgh: Highmark (local) [9]
- San Luis: Stifel[10]
- Toronto: Dairy Farmers of Ontario[Notes 1][11]
- Vancouver: TD Bank (local)[12]
- Vegas: Circa Las Vegas Resort & Casino (casa)[13]
- Washington: Caesars Sportsbook (casa)[14]
- Winnipeg: Canada Life[15]

### Draft
El Draft 2022 se llevó a cabo del 7 al 8 de julio de 2022 en el Bell Centre de Montreal, case de los Montreal Canadiens. El eslovaco Juraj Slafkovsky fue la primera selección general, por parte del equipo de Montreal.

### Pretemporada Europea
La liga celebró juegos de pretemporada en Europa por primera vez desde 2019..Nashville Predators jugó contra SC Bern en el PostFinance Arena de Berna, Suiza, el 3 de octubre de 2022. Además, San Jose Sharks jugó contra Eisbären Berlin en el Mercedes−Benz Arena de Berlín, Alemania, el 4 de octubre

## Equipos participantes
| División          | Equipo                | Ciudad                        | Pabellón                 | Capacidad        | Fundado          | Entró en la NHL  | Capitán (C)        | Entrenador       |                  |                  |                  |
| Conferencia Este  | Conferencia Este      | Conferencia Este              | Conferencia Este         | Conferencia Este | Conferencia Este | Conferencia Este | Conferencia Este   | Conferencia Este | Conferencia Este | Conferencia Este | Conferencia Este |
| ----------------- | --------------------- | ----------------------------- | ------------------------ | ---------------- | ---------------- | ---------------- | ------------------ | ---------------- | ---------------- | ---------------- | ---------------- |
| Atlántico         | Boston Bruins         | Boston, Massachusetts         | TD Garden                | 17 565           | 1924             | 1924             | Patrice Bergeron   | Jim Montgomery   |                  |                  |                  |
| Atlántico         | Buffalo Sabres        | Búfalo, Nueva York            | KeyBank Center           | 19 070           | 1970             | 1970             | Kyle Okposo        | Don Granato      |                  |                  |                  |
| Atlántico         | Detroit Red Wings     | Detroit, Míchigan             | Little Caesars Arena     | 19 515           | 1926             | 1926             | Dylan Larkin       | Derek Lalonde    |                  |                  |                  |
| Atlántico         | Florida Panthers      | Sunrise, Florida              | FLA Live Arena           | 19 250           | 1993             | 1993             | Aleksander Barkov  | Paul Maurice     |                  |                  |                  |
| Atlántico         | Montreal Canadiens    | Montreal, Quebec              | Centre Bell              | 21 302           | 1909             | 1917             | Nick Suzuki        | Martin St. Louis |                  |                  |                  |
| Atlántico         | Ottawa Senators       | Ottawa, Ontario               | Canadian Tire Centre     | 17 373           | 1992             | 1992             | Brady Tkachuk      | D. J. Smith      |                  |                  |                  |
| Atlántico         | Tampa Bay Lightning   | Tampa, Florida                | Amalie Arena             | 19 092           | 1992             | 1992             | Steven Stamkos     | Jon Cooper       |                  |                  |                  |
| Atlántico         | Toronto Maple Leafs   | Toronto, Ontario              | Scotiabank Arena         | 18 819           | 1917             | 1917             | John Tavares       | Sheldon Keefe    |                  |                  |                  |
| Metropolitana     | Carolina Hurricanes   | Raleigh, Carolina del Norte   | PNC Arena                | 18 680           | 1972             | 1979*            | Jordan Staal       | Rod Brind'Amour  |                  |                  |                  |
| Metropolitana     | Columbus Blue Jackets | Columbus, Ohio                | Nationwide Arena         | 18 144           | 2000             | 2000             | Boone Jenner       | Brad Larsen      |                  |                  |                  |
| Metropolitana     | New Jersey Devils     | Newark, Nueva Jersey          | Prudential Center        | 16 514           | 1974*            | 1974*            | Nico Hischier      | Lindy Ruff       |                  |                  |                  |
| Metropolitana     | New York Islanders    | Elmont, Nueva York            | Barclays Center          | 13 900           | 1972             | 1972             | Anders Lee         | Lane Lambert     |                  |                  |                  |
| Metropolitana     | New York Rangers      | Nueva York, Nueva York        | Madison Square Garden    | 18 006           | 1926             | 1926             | Jacob Trouba       | Gerard Gallant   |                  |                  |                  |
| Metropolitana     | Philadelphia Flyers   | Filadelfia, Pensilvania       | Wells Fargo Center       | 19 500           | 1967             | 1967             | Vacante            | John Tortorella  |                  |                  |                  |
| Metropolitana     | Pittsburgh Penguins   | Pittsburgh, Pensilvania       | PPG Paints Arena         | 18 387           | 1967             | 1967             | Sidney Crosby      | Mike Sullivan    |                  |                  |                  |
| Metropolitana     | Washington Capitals   | Washington D. C.              | Capital One Arena        | 18 506           | 1974             | 1974             | Aleksandr Ovechkin | Peter Laviolette |                  |                  |                  |
| Conferencia Oeste |                       |                               |                          |                  |                  |                  |                    |                  |                  |                  |                  |
| Central           | Arizona Coyotes       | Glendale, Arizona             | Mullett Arena            | 5 000            | 1972             | 1979*            | Vacante            | André Tourigny   |                  |                  |                  |
| Central           | Chicago Blackhawks    | Chicago, Illinois             | United Center            | 19 717           | 1926             | 1926             | Jonathan Toews     | Luke Richardson  |                  |                  |                  |
| Central           | Colorado Avalanche    | Denver, Colorado              | Ball Arena               | 18 007           | 1972             | 1979*            | Gabriel Landeskog  | Jared Bednar     |                  |                  |                  |
| Central           | Dallas Stars          | Dallas, Texas                 | American Airlines Center | 18 532           | 1967*            | 1967*            | Jamie Benn         | Peter DeBoer     |                  |                  |                  |
| Central           | Minnesota Wild        | Saint Paul, Minnesota         | Xcel Energy Center       | 17 954           | 2000             | 2000             | Jared Spurgeon     | Dean Evason      |                  |                  |                  |
| Central           | Nashville Predators   | Nashville, Tennessee          | Bridgestone Arena        | 17 113           | 1998             | 1998             | Roman Josi         | John Hynes       |                  |                  |                  |
| Central           | St. Louis Blues       | San Luis, Misuri              | Enterprise Center        | 18 724           | 1967             | 1967             | Ryan O'Reilly      | Craig Berube     |                  |                  |                  |
| Central           | Winnipeg Jets         | Winnipeg, Manitoba            | Canada Life Centre       | 15 321           | 1999*            | 1999*            | Blake Wheeler      | Rick Bowness     |                  |                  |                  |
| Pacífico          | Anaheim Ducks         | Anaheim, California           | Honda Center             | 17 174           | 1993             | 1993             | Vacante            | Dallas Eakins    |                  |                  |                  |
| Pacífico          | Calgary Flames        | Calgary, Alberta              | Scotiabank Saddledome    | 19 289           | 1972*            | 1972*            | Vacante            | Darryl Sutter    |                  |                  |                  |
| Pacífico          | Edmonton Oilers       | Edmonton, Alberta             | Rogers Place             | 18 347           | 1972             | 1979*            | Connor McDavid     | Jay Woodcroft    |                  |                  |                  |
| Pacífico          | Los Angeles Kings     | Los Ángeles, California       | Crypto.com Arena         | 18 230           | 1967             | 1967             | Anže Kopitar       | Todd McLellan    |                  |                  |                  |
| Pacífico          | San Jose Sharks       | San José, California          | SAP Center               | 17 562           | 1991             | 1991             | Logan Couture      | David Quinn      |                  |                  |                  |
| Pacífico          | Seattle Kraken        | Seattle, Washington           | Climate Pledge Arena     | 17 100           | 2021             | 2021             | Vacante            | Dave Hakstol     |                  |                  |                  |
| Pacífico          | Vancouver Canucks     | Vancouver, Columbia Británica | Rogers Arena             | 18 910           | 1945             | 1970             | Bo Horvat          | Bruce Boudreau   |                  |                  |                  |
| Pacífico          | Vegas Golden Knights  | Paradise, Nevada              | T−Mobile Arena           | 17 356           | 2017             | 2017             | Mark Stone         | Bruce Cassidy    |                  |                  |                  |

- Un asterisco (*) denota un movimiento de franquicia.

## Temporada regular
La temporada regular comenzó el 7 de octubre de 2022 y finalizará el 14 de abril de 2023.

### Juegos internacionales
La liga jugó partidos de temporada regular en Europa por primera vez desde la temporada 2019−20 . Los Nashville Predators y los San Jose Sharks jugaron sus dos primeros partidos de temporada regular el 7 y 8 de octubre de 2022 en el O2 Arena de Praga, República Checa. Luego, los Columbus Blue Jackets y Colorado Avalanche jugaron dos partidos el 4 y 5 de noviembre, en el Nokia Arena de Tampere, Finlandia.

### Juegos en campo abierto
La liga organizó los siguientes juegos en campo abierto:
- El Clásico de Invierno se llevó a cabo el 2 de enero de 2023 en el Fenway Park de Boston, con los Boston Bruins recibiendo a los Pittsburgh Penguins.[19]
- La Serie de Estadios se llevó a cabo el 18 de febrero de 2023 en el Estadio Carter−Finley en Raleigh, Carolina del Norte, con los Carolina Hurricanes recibiendo a los Washington Capitals.[20]

### Juego de las Estrellas
El Juego de las Estrellas 2023 se llevó a cabo el 4 de febrero de 2023 en el FLA Live Arena en Sunrise, Florida, el hogar de los Florida Panthers.

## Clasificación
En negrita los equipos clasificados a la Copa Stanley

### Conferencia Este

#### División Metropolitana
| Pos. | Equipos               | PJ | PG | PE | PP | GF  | GC  | Dif. | PTS | PCT  | Clasificación |
| ---- | --------------------- | -- | -- | -- | -- | --- | --- | ---- | --- | ---- | ------------- |
| 1    | Carolina Hurricanes   | 82 | 52 | 9  | 21 | 266 | 213 | +53  | 113 | .689 | Copa Stanley  |
| 2    | New Jersey Devils     | 82 | 52 | 8  | 22 | 291 | 226 | +65  | 112 | .683 | Copa Stanley  |
| 3    | New York Rangers      | 82 | 47 | 13 | 22 | 277 | 219 | +58  | 107 | .652 | Copa Stanley  |
| 4    | New York Islanders    | 82 | 42 | 9  | 31 | 243 | 222 | +21  | 93  | .567 |               |
| 5    | Pittsburgh Penguins   | 82 | 40 | 11 | 31 | 262 | 264 | −2   | 91  | .555 |               |
| 6    | Washington Capitals   | 82 | 25 | 10 | 27 | 255 | 265 | −10  | 80  | .488 |               |
| 7    | Philadelphia Flyers   | 82 | 31 | 13 | 38 | 222 | 277 | −55  | 75  | .457 |               |
| 8    | Columbus Blue Jackets | 82 | 25 | 9  | 48 | 214 | 330 | −116 | 59  | .360 |               |

#### División Atlántico
| Pos. | Equipos             | PJ | PG | PE | PP | GF  | GC  | Dif. | PTS | PCT  | Equipos      |
| ---- | ------------------- | -- | -- | -- | -- | --- | --- | ---- | --- | ---- | ------------ |
| 1    | Boston Bruins       | 82 | 65 | 5  | 12 | 305 | 177 | +128 | 135 | .823 | Copa Stanley |
| 2    | Toronto Maple Leafs | 82 | 50 | 11 | 21 | 279 | 222 | +57  | 111 | .677 | Copa Stanley |
| 3    | Tampa Bay Lightning | 82 | 46 | 6  | 30 | 283 | 254 | +29  | 98  | .598 | Copa Stanley |
| 4    | Florida Panthers    | 82 | 42 | 8  | 32 | 290 | 273 | +17  | 92  | .561 |              |
| 5    | Buffalo Sabres      | 82 | 42 | 7  | 33 | 296 | 300 | −4   | 91  | .555 |              |
| 6    | Ottawa Senators     | 82 | 39 | 8  | 35 | 261 | 271 | −10  | 86  | .524 |              |
| 7    | Detroit Red Wings   | 82 | 35 | 10 | 37 | 240 | 279 | −39  | 80  | .488 |              |
| 8    | Montreal Canadiens  | 82 | 31 | 6  | 45 | 232 | 307 | −75  | 68  | .415 |              |

### Conferencia Oeste

#### División Central
| Pos. | Equipos             | PJ | PG | PE | PP | GF  | GC  | Dif. | PTS | PCT  | Equipos      |
| ---- | ------------------- | -- | -- | -- | -- | --- | --- | ---- | --- | ---- | ------------ |
| 1    | Colorado Avalanche  | 82 | 51 | 7  | 24 | 280 | 226 | +54  | 109 | .665 | Copa Stanley |
| 2    | Dallas Stars        | 82 | 47 | 4  | 21 | 285 | 218 | +67  | 108 | .659 | Copa Stanley |
| 3    | Minnesota Wild      | 82 | 46 | 11 | 25 | 246 | 225 | +21  | 103 | .628 | Copa Stanley |
| 4    | Winnipeg Jets       | 82 | 46 | 3  | 33 | 247 | 225 | +22  | 95  | .579 |              |
| 5    | Nashville Predators | 82 | 42 | 8  | 32 | 229 | 238 | −9   | 92  | .561 |              |
| 6    | St. Louis Blues     | 82 | 37 | 7  | 38 | 263 | 301 | −38  | 81  | .494 |              |
| 7    | Arizona Coyotes     | 82 | 28 | 14 | 40 | 228 | 299 | −71  | 70  | .427 |              |
| 8    | Chicago Blackhawks  | 82 | 26 | 7  | 49 | 204 | 301 | −97  | 59  | .360 |              |

#### División Pacífico
| Pos. | Equipos              | PJ | PG | PE | PP | GF  | GC  | Dif. | PTS | PCT  | Equipos      |
| ---- | -------------------- | -- | -- | -- | -- | --- | --- | ---- | --- | ---- | ------------ |
| 1    | Vegas Golden Knights | 82 | 51 | 9  | 22 | 272 | 229 | +43  | 111 | .677 | Copa Stanley |
| 2    | Edmonton Oilers      | 82 | 50 | 9  | 23 | 325 | 260 | +65  | 109 | .665 | Copa Stanley |
| 3    | Los Angeles Kings    | 82 | 47 | 10 | 25 | 280 | 257 | +23  | 104 | .634 | Copa Stanley |
| 4    | Seattle Kraken       | 82 | 46 | 8  | 28 | 289 | 256 | +33  | 100 | .610 |              |
| 5    | Calgary Flames       | 82 | 38 | 17 | 27 | 260 | 252 | +8   | 93  | .567 |              |
| 6    | Vancouver Canucks    | 82 | 38 | 7  | 37 | 276 | 298 | −22  | 83  | .506 |              |
| 7    | San Jose Sharks      | 82 | 22 | 16 | 44 | 234 | 321 | −87  | 60  | .366 |              |
| 8    | Anaheim Ducks        | 82 | 23 | 12 | 47 | 203 | 338 | −129 | 58  | .354 |              |

## Estadísticas

### Goleadores
| Jugador             | Equipo              | PJ | G  | A  | Pts | +/– | MP |
| ------------------- | ------------------- | -- | -- | -- | --- | --- | -- |
| Connor McDavid      | Edmonton Oilers     | 72 | 60 | 78 | 138 | +16 | 30 |
| Leon Draisaitl      | Edmonton Oilers     | 70 | 44 | 66 | 110 | +2  | 22 |
| Nikita Kucherov     | Tampa Bay Lightning | 72 | 28 | 72 | 100 | +1  | 32 |
| Matthew Tkachuk     | Florida Panthers    | 68 | 34 | 62 | 96  | +23 | 92 |
| David Pastrnak      | Boston Bruins       | 70 | 48 | 45 | 93  | +30 | 32 |
| Nathan MacKinnon    | Colorado Avalanche  | 59 | 30 | 60 | 90  | +22 | 30 |
| Mitch Marner        | Toronto Maple Leafs | 70 | 27 | 63 | 90  | +13 | 24 |
| Jason Robertson     | Dallas Stars        | 71 | 41 | 48 | 89  | +30 | 20 |
| Elias Pettersson    | Vancouver Canucks   | 68 | 33 | 56 | 89  | +13 | 10 |
| Tage Thompson       | Buffalo Sabres      | 70 | 43 | 45 | 88  | +5  | 35 |
| Ryan Nugent-Hopkins | Edmonton Oilers     | 72 | 33 | 55 | 88  | +9  | 33 |

### Guardametas
| Jugador            | Equipo               | PJ | MJ      | PG | PP | PE | GC  | SO | %AT  | PGC  |
| ------------------ | -------------------- | -- | ------- | -- | -- | -- | --- | -- | ---- | ---- |
| Linus Ullmark      | Boston Bruins        | 43 | 2528:53 | 35 | 5  | 1  | 82  | 2  | .937 | 1,95 |
| Filip Gustavsson   | Minnesota Wild       | 33 | 1943:32 | 18 | 9  | 5  | 66  | 3  | .932 | 2.04 |
| Ilya Sorokin       | New York Islanders   | 53 | 3074:00 | 26 | 19 | 6  | 121 | 5  | .925 | 2.36 |
| Ilya Samsonov      | Toronto Maple Leafs  | 36 | 2125:44 | 24 | 9  | 3  | 87  | 3  | .914 | 2.46 |
| Vitek Vanecek      | New Jersey Devils    | 45 | 2530:51 | 29 | 8  | 4  | 105 | 3  | .909 | 2.49 |
| Jake Oettinger     | Dallas Stars         | 54 | 3183:56 | 30 | 10 | 11 | 133 | 4  | .917 | 2.51 |
| Alexandar Georgiev | Colorado Avalanche   | 51 | 3093:23 | 32 | 15 | 5  | 132 | 5  | .919 | 2.56 |
| Igor Shesterkin    | New York Rangers     | 51 | 3067:01 | 32 | 12 | 7  | 132 | 2  | .913 | 2.58 |
| Connor Hellebuyck  | Winnipeg Jets        | 55 | 3239:27 | 31 | 22 | 2  | 140 | 3  | .918 | 2.59 |
| Logan Thompson     | Vegas Golden Knights | 36 | 2117:29 | 20 | 13 | 3  | 94  | 2  | .914 | 2.66 |